# Caso HumanPlasma
El Caso HumanPlasma es una investigación antidopaje abierta en Austria que estudia una red de dopaje para deportistas de élite organizada en torno a la Clínica HumanPlasma de Viena y con el representante de deportistas Stefan Matschiner como presunto cabecilla de la trama. 
El caso, que tuvo su origen en una carta enviada por el entonces presidente de la AMA Dick Pound a las autoridades austríacas en noviembre de 2007, salió a la luz gracias a un reportaje de investigación de la ARD (televisión pública austriaca) en enero de 2008.

## Confesión de Hütthaler
Lisa Hütthaler, triatleta austriaca, fue acusada a finales de julio de 2008 de haber intentado sobornar con 20.000 euros a un laboratorio antidopaje para que extraviaran una muestra comprometedora. 
Meses después, en marzo de 2009, el diario austriaco Kourier realizó una entrevista a la triatleta de 25 años, en la que ésta confesó que se dopaba desde los 18 años bajo la supervisión de Stefan Matschiner. Según Hütthaler, Matschiner le dio seis remesas de Dynepo (EPO sintética) durante esos años, así como lecciones sobre cómo prolongar su efecto; la triatleta dijo haber abonando un total de 15.000 euros a su mentor como pago de esos servicios.
Hütthaler afirmó que Matschiner tenía instalaciones para la extracción y reinfusión de sangre en Steyermühl (Austria) que ella utilizó en dos ocasiones, y que su nombre en clave era Cindirella (Cindy en las bolsas sanguíneas). Asimismo, HÜtthaler indicó que en una ocasión el controvertido doctor Zoubek le inyectó EPO en el hospital infantil St Anna de Viena.

## Confesión de Kohl
Bernhard Kohl, ciclista austriaco del equipo Gerolsteiner, fue tercero en la general del Tour de Francia 2008 y ganó el maillot de la montaña, subiendo en dos ocasiones al podio final de los Campos Elíseos de París, el mayor éxito del ciclismo austriaco. El 13 de octubre, después de que se analizaran de nuevo con una nueva técnica las muestras recabadas en los controles antidopaje del Tour, se supo que en dos controles antidopaje realizados durante la ronda gala había dado positivo por CERA, siendo descalificado del Tour y causando una gran conmoción en su país. Kohl confesó su dopaje, aunque aseguró que recurrió a dicha práctica poco antes del Tour 2008.
Sin embargo, meses después Kohl cambió su declaración y confesó que su relación con el dopaje se remontaba a 2005, y que durante esos años (2005-2008) recurrió al dopaje de manera sistemática (EPO, dopaje sanguíneo, hormona de crecimiento, testosterona e insulina), visitando en varias ocasiones la clínica HumanPlasma. Kohl dijo que quien le facilitó todas estas prácticas fue Matschiner, a quien pagó por sus servicios 50.000 euros. Asimismo, Kohl añadió que él mismo abonó 20.000 euros para la construcción y mantenimiento de las instalaciones que su mentor tenía en la casa de Steyermühl, donde había centrifugadoras de sangre y se realizaban transfusiones; según el relato de Kohl, otros tres deportistas (cuyos nombres reveló a la policía, pero no a la prensa), además de él mismo, utilizaron ese lugar.
Según el diario austríaco Österreich, el exciclista Georg Totschnig sería uno de ellos. Según el rotativo, Totschnig habría recibido una reinfusión sanguínea justo antes de ganar una etapa pirenaica de alta montaña (con final en el alto de Ax-3 Domaines) en el Tour de Francia 2005. Otro de los señalados por Kohl habría sido Christian Hoffmann, esquiador de fondo austríaco, campeón olímpico en los Juegos Olímpicos de Salt Lake City 2002 en la distancia de 30 kilómetros después de que el español Johann Mühlegg fuera descalificado precisamente por dopaje.

## Detenciones
Las confesiones de Hütthaler y Kohl desecadenaron las detenciones de Stefan Matschiner (representante de deportistas) y Walter Mayer (exentrenador austríaco de esquí nórdico) el 31 de marzo de 2009. Además, habría sido detenido y posteriormente puesto en libertad un ciclista profesional en activo, acusado de distribuir sustancias dopantes.

## Sospechas sobre el Rabobank 2007
Varios ciclistas que formaban parte de la plantilla 2007 del equipo ciclista holandés Rabobank (de categoría ProTour) forman parte de la investigación como posibles clientes de esta red de dopaje. Entre estos nombres se encuentran Michael Boogerd, Michael Rasmussen (apartado cuando era líder del Tour de Francia 2007 por saltarse las normas antidopaje y que posteriormente dio positivo por Dynepo, la misma EPO que admitió haber tomado Hütthaler, cliente confesa de la red), Thomas Dekker (quien también dio positivo por EPO tipo Dynepo en un control realizado en diciembre de 2007 tras ser reanalizado en 2009), Pieter Weening y Joost Posthuma. También ha aparecido el nombre de Denis Menchov, quien declarará como testigo ante las autoridades austríacas. Menchov, líder del Giro de Italia 2009 en el momento en que se le comunicó esta circunstancia, aseguró no estar involucrado en ningún tema de dopaje y que no tendría ningún problema en responder ninguna cuestión al respecto.